# Stirtonia
Stirtonia é um gênero de  primata fóssil, encontrado no sítio paleontológico de La Venta, na Colômbia. Foi descrito a partir de uma mandíbula, por Philip Hershkovitz, e foi datada do período Mioceno. Antes de Hershkovitz, Stirton (1951) havia descrito como pertencente ao gênero Homunculus. A morfologia geral o inclui como próximo do gênero Alouatta (bugios ou guaribas), e provavelmente eram folívoros. Foram descritas duas espécies para o gênero: Stirtonia tatacoensis e Stirtonia victoriae.